# Cephalotes flavigaster
Cephalotes flavigaster är en myrart som beskrevs av De Andrade 1999. Cephalotes flavigaster ingår i släktet Cephalotes och familjen myror. Inga underarter finns listade.